# Cratón de Roma
Cratón de Roma (s. III - Roma, 273) fue un mártir romano del siglo III. Es venerado como santo por la Iglesia Católica y su memoria litúrgica es el 15 de febrero.

## Hagiografía
Su nombre, de origen latino, significaː El que dirige, es decir, director.
Cratón fue un prominente romano. Era profesor de retórica y filosofía. Fue convertido al cristianismo por el afamado obispo Valentín, obispo de Teramo.
Cratón fue uno de los cristianos que murió martirizado junto a Valentín. La familia de Cratón, de la que se desconocen los nombres de sus integrantes, murieron también martirizados, en el 273, aproximadamente, en Roma, capital del Imperio